# Trachelopachys keyserlingi
Trachelopachys keyserlingi är en spindelart som först beskrevs av Roewer 1951.  Trachelopachys keyserlingi ingår i släktet Trachelopachys och familjen flinkspindlar. Inga underarter finns listade i Catalogue of Life.